# Закон о свободе информации (США)
Закон о свободе информации (англ. Freedom of Information Act, сокр. FOIA) — это федеральный закон о свободе информации, который позволяет произвести полное или частичное обнародование информации и документов правительства США. Закон был подписан президентом Линдоном Б. Джонсоном несмотря на сомнения с его стороны 4 июля 1966 года, и вступил в силу в следующем году. Закон применяется только к документам органов исполнительной власти.
Закон внёс важный вклад в развитие информационного общества. Согласно закону, гражданин США может запросить у любого федерального ведомства США любые документы, кроме тех, что входят в исключения (национальная оборона, правоохранительные органы, финансовые и личные документы — всего 9 пунктов исключений), а государственное учреждение будет обязано удовлетворить этот запрос. В случае, если учреждение не предоставляет запрашиваемую информацию, при этом она у него есть, местный суд имеет право в принудительном порядке эту информацию извлечь и передать гражданину. Поправки к закону, усиливающие его действие, были приняты в Законе о неприкосновенности частной жизни 1974 г.
Закон о свободе информации обеспечивает право общественности на доступ к документам правительства США и служит важным компонентом обеспечения подотчетности власти народу, которому она служит.
В 1996 приняты поправки о доступе к информации в электронной форме, известная как Поправки о свободе электронной информации (Electronic Freedom of Information Act Amendments, EFOIA). По статистике, большинство запросов исходит от фирм, которые хотят получить информацию о своих конкурентах.